# 한동준 3집
《한동준 3집》은 한동준의 3집 정규 앨범이다.

## 트랙 목록
| #  | 제목                    | 작사자 | 작곡자 | 길이 |
| -- | ----------------------- | ------ | ------ | ---- |
| 1  | 사랑의 마음 가득히      | 한동준 | 한동준 | 4:18 |
| 2  | 사랑의 서약             | 김광진 | 김광진 | 4:12 |
| 3  | 자유로운 날             | 박인영 | 박인영 | 4:39 |
| 4  | 그대는 기억하나요       | 한동준 | 한동준 | 4:20 |
| 5  | 서로의 길               | 박인영 | 박인영 | 5:04 |
| 6  | 아무도 모르게           | 한동준 | 한동준 | 4:13 |
| 7  | 가슴속의 바다           | 한동준 | 한동준 | 3:22 |
| 8  | 우리처럼                | 한동준 | 한동준 | 3:47 |
| 9  | 지난 겨울 그대는 떠나고 | 한동준 | 한동준 | 4:27 |
| 10 | 미소는 이제             | 고찬웅 | 고찬웅 | 4:12 |
| 11 | 7월 3일                 |        | 한동준 | 2:18 |